# 科尼利厄斯 (北卡羅萊納州)
科尼利厄斯（英語：Cornelius）是美國北卡羅萊納州梅克倫堡縣的城市，位在夏洛特北方的郊區。諾曼湖座落於科尼利厄斯的附近。